# Cryptocephalus jocularius
Cryptocephalus jocularius là một loài bọ cánh cứng trong họ Chrysomelidae. Loài này được Normand miêu tả khoa học năm 1947.